# Delta (Colorado)
Delta è una città degli Stati Uniti d'America, situata nella Contea di Delta, nello Stato del Colorado. Nel 2000 la popolazione era censita in 6.400 abitanti.